# حقوق بشر در عربستان سعودی

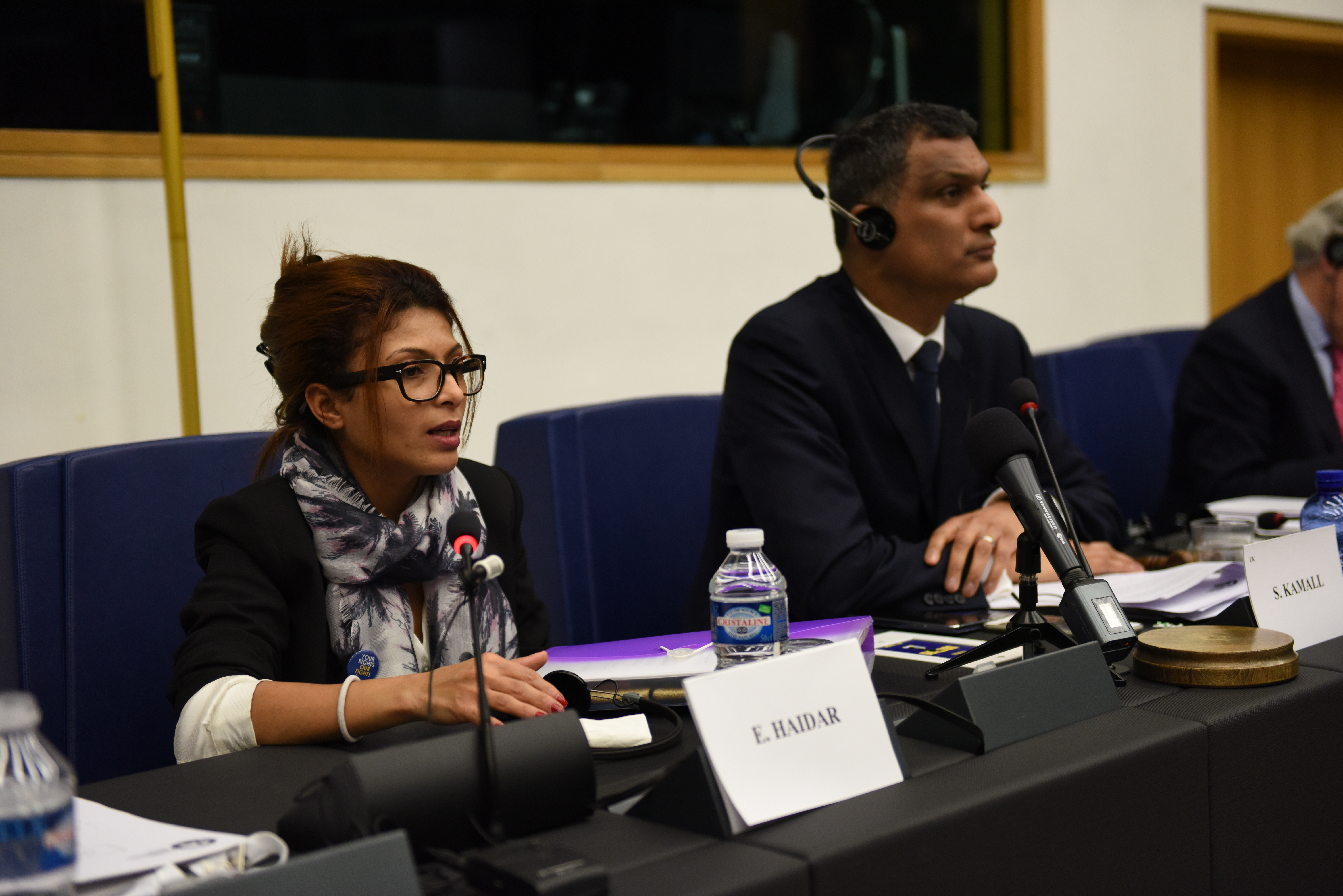
انصاف حیدر همسر رائف بدوی. بدوی در سال ۱۳۹۳ به اتهام «توهین به اسلام» و «توهین به مقدسات» به ۱۰۰۰۰۰۰ ریال جریمه نقدی و ۱۰ سال زندان و ۱۰۰۰ ضربه شلاق محکوم شد.

حقوق بشر در عربستان سعودی سوژه نگرانی و مجادله است. دولت عربستان که هم مسلمانان و هم غیر مسلمانان را به رعایت قوانین اسلامی تحت حاکمیت مطلق آل سعود موظف می‌کند، توسط سازمان‌ها و دولت‌های مختلف بین‌المللی به نقض حقوق بشر در داخل این کشور متهم و محکوم شده‌است. رژیم اقتدارگرای حاکم بر پادشاهی عربستان سعودی در نظرسنجی سالانه «خانه آزادی» دربارهٔ حقوق سیاسی و مدنی همواره در زمره «بدترین بدترین‌ها» قرار دارد.
در ۲۸ دسامبر ۲۰۲۰، دادگاه کیفری در ریاض یک فعال برجسته حقوق زنان سعودی را به نزدیک به دو سال زندان محکوم کرد و دوباره توجه را به نقض حقوق بشر در پادشاهی جلب کرد.
کرویس ام‌اس‌ال‌گروپ، یکی از زیرمجموعه‌های شرکت آمریکایی پوبلیسیس، بیش از یک دهه است که در میان اعدام‌های معترضان و مخالفان سیاسی با عربستان سعودی همکاری می‌کند تا سابقه نقض حقوق بشر را ماستمالی کند. در سال ۲۰۲۲، دیده‌بان حقوق بشر عربستان سعودی را در رتبه دوم در میان ده ناقض حقوق بشر در سراسر جهان قرار داده‌است.

## پیش زمینه
عربستان سعودی یک پادشاهی مطلقه است که در آن تمام قوه مقننه، مجریه و قضائیه در نهایت در دست پادشاه است که هم رئیس دولت و هم رئیس کشور است. قانون پایه ای ۱۹۹۲ نظام حکمرانی، حقوق شهروندان، اختیارات و وظایف دولت را تعیین می‌کند و مقرر می‌دارد که قرآن و سنت (سنت پیامبر اسلام) به عنوان قانون اساسی کشور عمل می‌کند. عربستان سعودی یکی از حدود ۳۰ کشور جهان است که مجازات قضایی بدنی دارد. در مورد عربستان سعودی، این شامل قطع دست و پا برای سرقت، و شلاق برای جرایم کمتری مانند «انحرافات جنسی» و مستی است. در آوریل ۲۰۲۰، دادگاه عالی عربستان مجازات شلاق را از سیستم خود لغو و زندان و جریمه نقدی را جایگزین آن کرد. در دهه ۲۰۰۰ گزارش شد که زنان به جرم زنا به شلاق محکوم می‌شدند. زنان در واقع قربانی تجاوز جنسی بودند، اما از آنجایی که نتوانستند ثابت کنند عاملان این جنایت چه کسانی بودند، به ارتکاب زنا مجرم شناخته شدند. تعداد شلاق‌ها به وضوح توسط قانون تعیین نشده‌است و بنا به صلاحدید قاضی متفاوت است و از ده‌ها ضربه شلاق تا چند صد ضربه است که معمولاً در یک دوره چند هفته یا ماه اعمال می‌شود. در سال ۲۰۰۴، کمیته سازمان ملل متحد علیه شکنجه از عربستان سعودی به دلیل قطع عضو و شلاق‌هایی که طبق شریعت انجام می‌دهد، انتقاد کرد. هیئت سعودی با دفاع از «سنت‌های قانونی» که از زمان پیدایش اسلام در ۱۴۰۰ سال پیش به آنها عمل شده، پاسخ داد و این مداخله در نظام حقوقی اش را رد کرد. عربستان سعودی بعداً مجازات شلاق را لغو کرد و مجازات حبس یا جریمه یا هر دو را جایگزین آن کرد.

## شکنجه

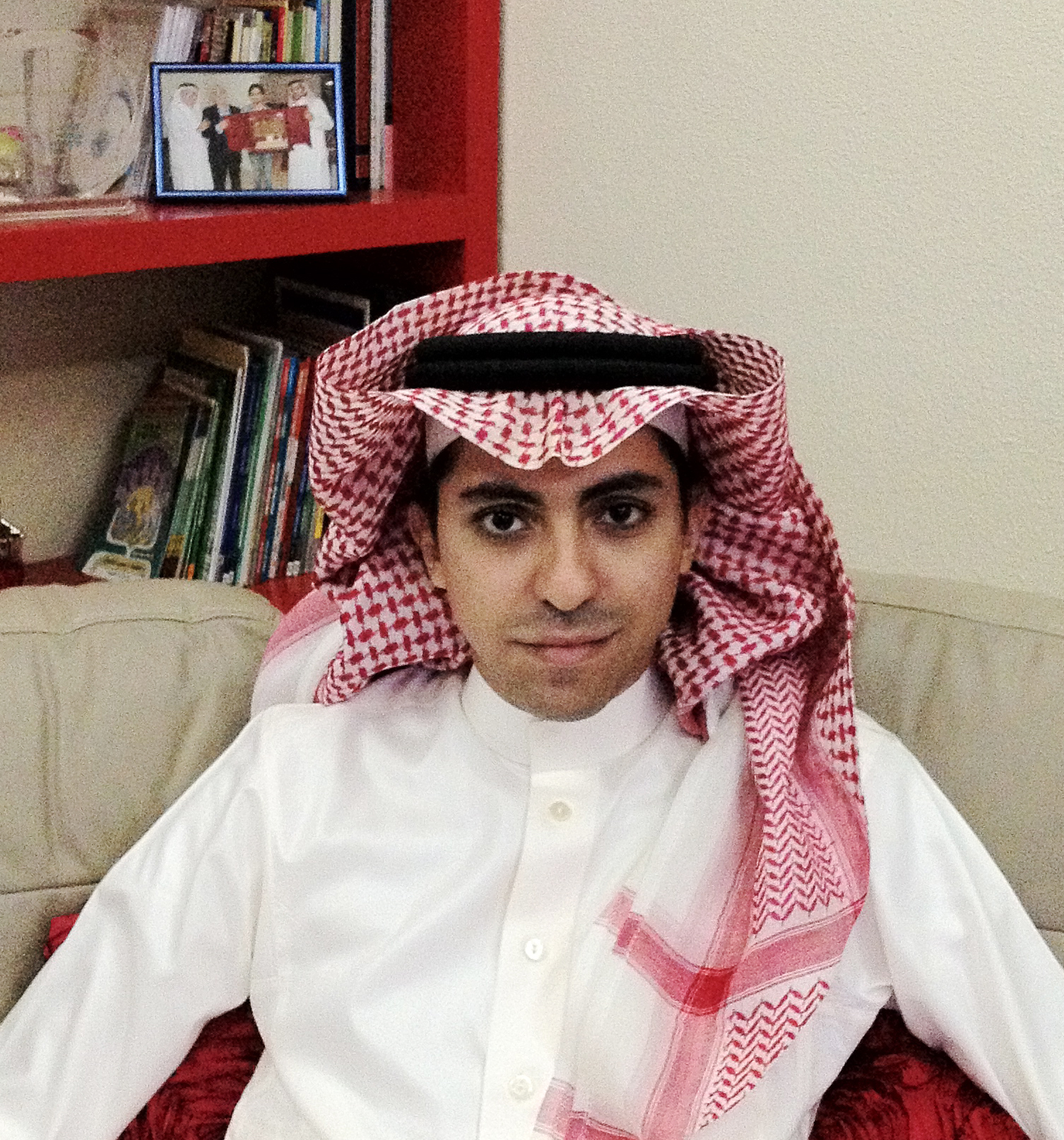
رائف بدوی نویسنده، وبلاگ نویس و فعال حقوق بشر اهل عربستان سعودی به علت توهین به اسلام محکوم به 10 سال حبس تعزیری شد.

در حالی که قانون آیین دادرسی کیفری عربستان سعودی «شکنجه» و «رفتار غیرمحترمانه» را در عمل ممنوع می‌کند (ماده ۲)، شکنجه و استفاده از شکنجه برای گرفتن اعترافات اجباری به گناهکاری رایج است.
به گفته عفو بین‌الملل، همچنان نیروهای امنیتی به شکنجه و بدرفتاری با بازداشت‌شدگان ادامه دادند تا اعتراف بگیرند تا به عنوان مدرکی علیه آنها در دادگاه استفاده شود. به گفته این سازمان، ۳۲ متهم متهم به جاسوسی برای ایران شکنجه شدند و مجبور به اعتراف شدند. بازداشت شدگان بدون دسترسی به ارتباطات نگهداری می‌شدند و از دسترسی به خانواده‌هایشان محروم بودند.
در سال ۲۰۱۸، یک هیئت سازمان ملل از عربستان به دعوت این کشور برای بازرسی دیدار کرد، و برملا کرد که این کشور به‌طور سازمان یافته از قوانین ضد ترور برای توجیه شکنجه استفاده می‌کند.
این گزارش دریافت که سعودی‌ها که از حق آزادی بیان صلح آمیز و آرام خود در این پادشاهی استفاده می‌کنند به‌طور سازمان یافته از سوی مقامات تحت آزار قرار گرفته‌اند.

## مجازات اعدام و حق وکالت
مجازات اعدام در عربستان سعودی برای جنایاتی مانند تجاوز جنسی، قتل، ارتداد، فتنه، سحر و جادو، سرقت مسلحانه، زنا و قاچاق مواد مخدر مجاز شمرده شده‌است. در حالی که برخی از این جرایم، مانند قتل عمد، طبق قوانین شرعی دارای مجازات‌های ثابت هستند، سایر جرایم مانند جرایم مربوط به مواد مخدر، تعزیر تلقی می‌شوند که نه به عنوان جرم و نه به عنوان مجازات در اسلام تعریف شده‌است. در سال ۲۰۰۵، ۱۹۱ نفر اعدام شدند. در سال ۲۰۰۶، ۳۸; در سال ۲۰۰۷، ۱۵۳; و در سال ۲۰۰۸، ۱۰۲ نفر.
سخنگوی انجمن ملی حقوق بشر، سازمانی که توسط رژیم پادشاهی سعودی تأمین مالی می‌شود، گفت که تعداد اعدام‌ها در حال افزایش است زیرا نرخ جنایت در حال افزایش است، با زندانیان رفتار انسانی می‌شود و سر بریدن از جنایت جلوگیری می‌کند. خداوند خالق ما بهتر می‌داند که چه چیزی برای مردمش خوب است. . . آیا فقط به فکر و حفظ حقوق قاتل باشیم و به فکر حقوق دیگران نباشیم؟»
پلیس و مقامات مهاجرت عربستان سعودی به‌طور معمول با افرادی که متوقف یا بازداشت می‌شوند، به ویژه کارگران کشورهای در حال توسعه، بدرفتاری می‌کنند. در اوایل نوامبر ۲۰۱۳، مقامات به دلیل نحوه برنامه‌ریزی و مدیریت سرکوب کارگران غیرقانونی مورد انتقاد قرار گرفتند. مقامات سعودی – در برخی موارد با کمک شهروندان – بسیاری از کارگران غیرقانونی را جمع‌آوری کرده و مورد آزار فیزیکی قرار دادند.
در ۲۳ آوریل ۲۰۱۹، عربستان سعودی ۳۷ غیرنظامی زندانی را که عمدتاً بر اساس اعترافاتی که تحت شکنجه گرفته شده یا توسط شکنجه گران متهم نوشته شده بودند، محکوم به اعدام دسته جمعی کرد. اکثر اعدام شدگان متعلق به اقلیت شیعه این کشور بودند.
در آوریل ۲۰۲۰، دادگاه عالی عربستان بر اساس فرمان سلطنتی ملک سلمان اعلام کرد که افراد زیر سن قانونی که مرتکب جنایت می‌شوند، دیگر با حکم اعدام مواجه نخواهند شد، بلکه تا ۱۰ سال حبس در بازداشتگاه نوجوانان محکوم خواهند شد.
در مارس ۲۰۲۱، دیده‌بان حقوق بشر اعلام کرد که عبدالله الحویتی، که در زمان جنایت ادعایی ۱۴ سال داشت، با وجود لغو مجازات اعدام برای نوجوانان توسط پادشاهی، ممکن است پس از یک محاکمه به شدت ناعادلانه اعدام شود. در ۲ مارس ۲۰۲۲، الحویتی در پی یک محاکمه به شدت ناعادلانه و اعترافات آلوده به شکنجه به اعدام محکوم شد. این حکم با ممنوعیت بین‌المللی مجازات اعدام کودکان مخالفت کرد. الحویتی اولین بار در سن ۱۷ سالگی به اعدام محکوم شد که دادگاه عالی عربستان بر اساس اعتراف دروغین و شواهد ناکافی این حکم را لغو کرد. اما، در سال ۲۰۲۲، دادگاه جنایی در شمال استان تبوک دوباره این بار بر اساس اصل شرعی تعزیرا و را به اعدام محکوم کرد.

## قاچاق انسان
عربستان سعودی یک کشور مقصد قابل توجه برای مردان و زنانی است که برای اهداف برده داری و بهره‌کشی جنسی تجاری قاچاق می‌شوند. مردان و زنان از آسیای مرکزی، خاورمیانه و آفریقا و بسیاری از کشورهای دیگر داوطلبانه به عنوان خدمتکار خانگی یا سایر کارگران کم مهارت به عربستان سعودی سفر می‌کنند، اما برخی از آنها متعاقباً با شرایطی مواجه می‌شوند که نشان دهنده بندگی غیرارادی است.
زنان، عمدتاً از کشورهای آسیایی و آفریقایی برای بهره‌برداری جنسی تجاری به عربستان سعودی قاچاق می‌شوند. برخی دیگر پس از فرار از دست کارفرمایان بدسرپرست ربوده شده و مجبور به تن‌فروشی شدند.
برخی از مردان سعودی همچنین از «ازدواج موقت» قراردادی در کشورهایی مانند موریتانی، یمن و اندونزی به عنوان ابزاری برای استثمار جنسی کارگران مهاجر استفاده کرده‌اند. زنان به این باور می‌رسند که به‌طور جدی ازدواج می‌کنند، اما پس از ورود به عربستان سعودی، متعاقباً برده جنسی شوهران خود می‌شوند، مجبور به کار خانگی و در برخی موارد به تن‌فروشی می‌شوند. فحشا در عربستان سعودی غیرقانونی است.

## حقوق زنان

### نظام قیمومیت، تفکیک جنسیتی و محدودیت‌ها
زنان عربستانی در بسیاری از جنبه‌های زندگی‌شان، مانند سیستم قضایی، با تبعیض مواجه هستند و تحت سیستم قیمومیت مرد، عملاً به‌عنوان خردسال قانونی رفتار می‌شود. اگرچه آنها ۷۰ درصد از کسانی که در دانشگاه‌ها ثبت نام کرده‌اند را تشکیل می‌دهند، به دلایل اجتماعی، ۵ درصد از نیروی کار در عربستان سعودی را زنان تشکیل می‌دهند، که کمترین نسبت در جهان است. رفتار با زنان به عنوان «تفکیک جنسیتی»، «آپارتاید جنسیتی»، و برخی از زنان «زندانی» اقوام مرد خود خوانده شده‌است. اجرای قطعنامه دولت در حمایت از فرصت‌های شغلی گسترده برای زنان با مقاومت در داخل وزارت کار، از سوی پلیس مذهبی و از سوی شهروندان مرد مواجه شد.
در بسیاری از مناطق عربستان اعتقاد بر این است که جای زن در خانه در حال مراقبت از شوهر و خانواده است، اما برخی از زنان هستند که به این دیدگاه و رویه پایبند نیستند و برخی به جای خود شوهر خود خانه را اداره می‌کنند. علاوه بر این، نوعی تفکیک جنسیتی در خانه‌ها نیز وجود دارد، مانند ورودی‌های مختلف برای مردان و زنان.
حقوق زنان در کانون درخواست‌ها برای اصلاحات در عربستان سعودی قرار دارد - فراخوان‌هایی که وضعیت موجود سیاسی پادشاهی را به چالش می‌کشند. گروه‌های محلی و بین‌المللی زنان نیز با سوء استفاده از این واقعیت که برخی از حاکمان مشتاق ارائه تصویری مترقی‌تر به غرب هستند، دولت‌ها را به واکنش وادار می‌کنند. از سال ۲۰۰۹، زنان و حامیان مرد آنها کمپین ضد قیمومیت مرد را سازماندهی کرده‌اند. رهبران زن این جنبش بدون داشتن اتهامی به زندان افتاده‌اند. به‌طور کلی زنانی که سیستم قیمومیت را به چالش می‌کشند ممکن است به پناهگاه‌های زنان مشکلدار فرستاده شوند، جایی که به گفته فعالان حقوق بشر آنها در آن با شکنجه و سوء استفاده جنسی روبرو هستند. مردان در عربستان سعودی آزادند تا زنان را مورد آزار و اذیت قرار دهند، و گزارش‌هایی وجود دارد مبنی بر اینکه زنان برای ماه‌ها در اتاق‌هایشان حبس شده‌اند یا به دلیل جرائمی مانند کوتاه کردن موی اشتباه یا داشتن رابطه با مردی که خانواده آن را تأیید نکرده‌است تهدید به هلاک شدن از گرسنگی یا تیراندازی شده‌اند. زنان نمی‌توانند بدون اجازه قیم مرد گزارش پلیس ثبت کنند و ممکن است به دلیل شکایت توسط دولت زندانی شوند. زنان از مشاغل خاصی (مانند بینایی‌سنجی) منع می‌شوند و ممکن است از اختلاط با مردان در محل کار منع شوند، اما طبق گفته دولت از سال ۲۰۱۷، ۳۰ درصد از کارگران بخش خصوصی (که ۴۰ درصد تولید ناخالص داخلی را دارد) را تشکیل می‌دهند.
حضور زنان تاجر قدرتمند - که هنوز هم به ندرت دیده می‌شود - در برخی از این گروه‌ها به شنیده شدن آنها کمک می‌کند. قبل از سال ۲۰۰۸، ورود زنان به هتل‌ها و آپارتمان‌های مبله بدون همراه یا محرم ممنوع بود. با این حال، با فرمان سلطنتی سال ۲۰۰۸، تنها شرط لازم برای ورود یک زن به هتل‌ها داشتن کارت شناسایی ملی است و (مانند مهمانان مرد) هتل باید نزدیکترین ایستگاه پلیس را از رزرو اتاق و مدت اقامت آنها مطلع کند. در آوریل ۲۰۱۰، یک کارت شناسایی جدید و اختیاری برای زنان صادر شد که به آنها اجازه می‌دهد در کشورهای عضو شورای همکاری خلیج فارس سفر کنند. این کارت‌ها شامل ردیابی جی پی اس، اثر انگشت و ویژگی‌هایی هستند که جعل آنها را دشوار می‌کند. زنان برای درخواست کردن کارت به اجازه مرد نیاز ندارند، اما برای سفر به خارج از کشور به آن نیاز دارند. حامیان معتقدند که شناسنامه‌های جدید زنانه به زن این امکان را می‌دهد که به راحتی فعالیت‌های خود را انجام دهد و از جعل‌هایی که به نام زنان انجام می‌شود پیشگیری می‌کند.

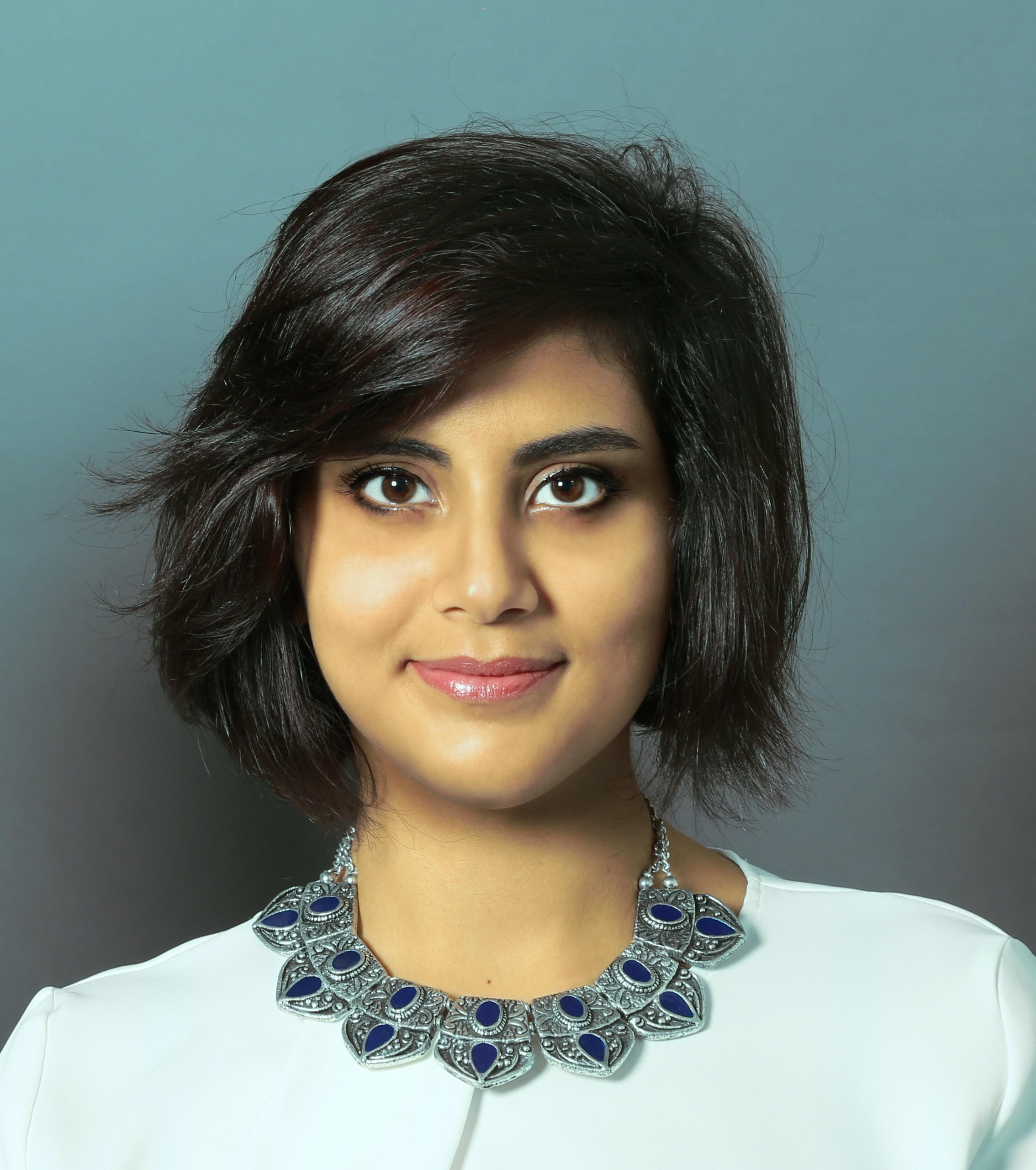
لوجین الحثلول، فعال حقوق زنان در ماه می ۲۰۱۸ دستگیر شد

### رانندگی
عربستان سعودی تنها کشوری در جهان بود که تا ژوئن ۲۰۱۸ رانندگی زنان در آن ممنوع بود ممنوعیت رانندگی در قانون قانونی نبود، بلکه یک فتوای مذهبی «غیررسمی» بود که توسط روحانیون محافظه‌کار مسلمان به منظور حفظ سنت تفکیک جنسیتی در کشور تحمیل شد، اگرچه این دیدگاه مذهبی در سال‌های اخیر تغییر کرده‌است.
یی

## نژادپرستی
نژادپرستی در عربستان سعودی به اتهامات حبس، آزار جسمی، تجاوز جنسی، کار بیش از حد و سرقت دستمزد، به ویژه کارگران خارجی که تحت قانون حمایت کمی دارند، گسترش می‌یابد.

### یهود ستیزی
رسانه‌های عربستان سعودی اغلب در کتاب‌ها، مقالات خبری، در مساجد خود با آنچه برخی به عنوان طنز یهودی‌ستیز توصیف می‌کنند، به یهودیان حمله می‌کنند. مقامات دولتی عربستان سعودی و رهبران مذهبی دولتی اغلب این ایده را ترویج می‌کنند که یهودیان برای تصرف کل جهان توطئه می‌کنند. آنها به عنوان دلیلی بر ادعاهای خود، پروتکل‌های بزرگان صهیون را منتشر می‌کنند و مکرراً به عنوان واقعیت استناد می‌کنند. در طول جنگ خلیج فارس (۱۹۹۰–۱۹۹۱)، که تقریباً نیم میلیون پرسنل نظامی ایالات متحده در عربستان سعودی گرد هم آمدند و بسیاری از آنها در آن زمان مستقر شدند، تعداد زیادی پرسنل نظامی یهودی آمریکایی در عربستان سعودی حضور داشتند. گزارش شده‌است که دولت عربستان اصرار داشت که مراسم مذهبی یهودیان در خاک آنها برگزار نشود، بلکه سربازان یهودی به کشتی‌های جنگی ایالات متحده در نزدیکی هواپیما منتقل شوند.

## حقوق خارجی‌ها

### حقوق کارگران مهاجر
بر اساس گزارش سالانه عفو بین‌الملل در سال ۲۰۱۶، مقامات سعودی صدها هزار مهاجر غیرقانونی را بازداشت و اخراج کردند، در حالی که ده‌ها هزار نفر بدون دریافت حقوق ماه‌ها از کار اخراج شدند و بدون غذا، آب یا ویزای خروج سرگردان ماندند.

### افراد بی تابعیت
۷۰۰۰۰ بی تابعیت در عربستان سعودی وجود دارد که به آن بدون نیز می‌گویند. برخیشان از یمنی‌های بدون تابعیت هستند که قبل از برقراری مرزها به عربستان سعودی نقل مکان کردند.
این امر در کشورهای همسایه امارات، کویت، قطر و بحرین نیز رایج است.

## فرقه گرایی و آزادی مذهب

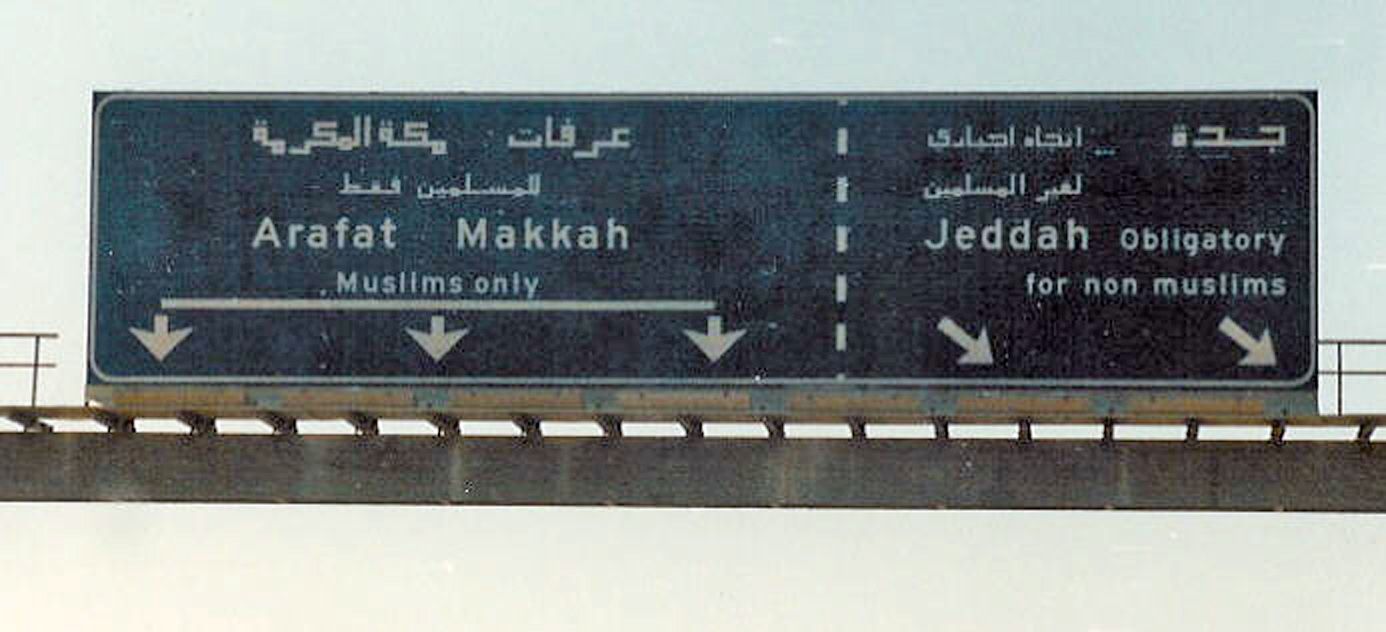
تابلوی جاده ای در بزرگراهی به مکه که یک جهت را «فقط مسلمانان» و جهت دیگر «برای غیر مسلمانان واجب» است.

قوانین عربستان سعودی آزادی مذهبی را به رسمیت نمی‌شناسد و اجرای عمومی ادیان غیر اسلامی به‌طور فعال ممنوع است.

### قانون بین‌المللی
عربستان سعودی از رای در سازمان ملل به تصویب اعلامیه جهانی حقوق بشر خودداری کرد و گفت که این اعلامیه مغایر با شرع است. این کشور عضو میثاق بین‌المللی حقوق مدنی و سیاسی که شامل آزادی مذهب می‌شود، نیست. این کشور نسبت به کنوانسیون حقوق کودک در قبال هر گونه مقرراتی که با قوانین شرع مغایرت دارد، قید و شرطی دارد. ماده ۱۴ آزادی «فکر، وجدان و مذهب» را به کودکان می‌دهد.
عربستان سعودی و برخی از کشورهای حاشیه خلیج فارس حملات هوایی علیه یمن انجام می‌دهند، قوانین بین‌المللی را نقض می‌کنند و هر کسی را که از آنها انتقاد می‌کند دستگیر می‌کنند.

### یهودیان
از آغاز قرن بیست و یکم تاکنون هیچ گونه فعالیت یهودی در عربستان سعودی وجود نداشته‌است. داده‌های سرشماری هیچ یهودی را به عنوان ساکن در قلمرو عربستان سعودی مشخص نمی‌کند.

### مسیحیان
عربستان سعودی به عنوان یک کشور اسلامی، رفتار ترجیحی برای مسلمانان قائل است. در ماه رمضان، خوردن، آشامیدن یا سیگار کشیدن در اماکن عمومی در ساعات روز مجاز نیست. مدارس خارجی اغلب ملزم به تدریس سالانه یک بخش مقدماتی دربارهٔ اسلام هستند. پلیس مذهبی عربستان، زائران شیعه شرکت کننده در مراسم حج را به اتهام «کافر در مکه» بازداشت کرده‌است. محدودیت‌های شاخه شیعه اسلام در پادشاهی همراه با ممنوعیت نمایش نمادهای یهودی، هندو و مسیحی آپارتاید خوانده شده‌است.
دولت عربستان سعودی فراتر از جلوگیری از عبادت مسیحیان در ساختمان‌های مشخص شده عمومی و حتی حمله به جلسات دعای خصوصی بین مؤمنان مسیحی در خانه‌های خود قدم گذاشته‌است. در ۱۵ دسامبر ۲۰۱۱، نیروهای امنیتی سعودی ۳۵ مسیحی اتیوپیایی را در جده که در حال نماز خواندن در خانه بودند، دستگیر کردند و آنها را مورد ضرب و شتم قرار دادند و تهدید به مرگ کردند. هنگامی که کارفرمایان کارگران اتیوپیایی از نیروهای امنیتی پرسیدند که به چه دلیل دستگیر شده‌اند، آنها گفتند «به دلیل پیروی از مسیحیت». بعداً تحت فشار فزاینده بین‌المللی، این اتهام به «اختلاط با جنس مخالف» تغییر یافت.

### مسلمانان شیعه
دولت عربستان سعودی اغلب به عنوان یک ستمگر فعال مسلمانان شیعه تلقی می‌شود، زیرا از ایدئولوژی وهابی حمایت می‌کند که مذهب شیعه را محکوم می‌کند.

در سال ۱۹۸۸، فتواهایی که توسط روحانی برجسته کشور، عبدالعزیز بن باز صادر شد، شیعیان را مرتد خواند. یکی دیگر از عبدالرحمن الجبرین، یکی از اعضای شورای عالی علما، سابقه دارد که می‌گوید
برخی می‌گویند که رافضه مسلمان هستند زیرا به خدا و پیامبرش ایمان دارند و نماز می‌خوانند و روزه می‌گیرند. اما من می‌گویم آنها بدعت گذار هستند. آنها بدجنس‌ترین دشمن مسلمانان هستند که باید مراقب دسیسه‌های آنان باشند. باید آنها را تحریم و اخراج کرد تا مسلمانان از شر آنها در امان بمانند. 
به گفته منبع دیگری به نام ولی نصر، عربستان سعودی برخلاف سایر کشورهایی که جمعیت شیعه قابل توجهی دارند (مانند عراق و لبنان) وزیر کابینه، شهردار یا رئیس پلیس شیعه ندارد. شیعیان در نیروهای مسلح و سرویس‌های امنیتی از «شغل‌های حیاتی» دور نگه داشته می‌شوند و هیچ‌یک از سیصد مدرسه دخترانه شیعه در استان شرقی مدیر شیعه ندارد.
در نوامبر ۲۰۱۴ در روستای الدلوه در شرق استان الاحساء، سه مرد مسلح ناشناس نقابدار به حسینیه یا مرکز مذهبی شیعیان تیراندازی کردند و هشت نفر را کشتند و ده‌ها نفر را مجروح کردند.

#### درگیری‌های ۲۰۱۷ العوامیه
آسوشیتدپرس گزارش می‌دهد که در سال ۲۰۱۷، دولت عربستان سعودی خانه‌های متعلق به ساکنان شیعه را در منطقه ای چند صد ساله در العوامیه با خاک یکسان کرد. مقامات سعودی گفتند که این منطقه پناهگاهی برای گروه‌های شبه‌نظامی ایجاد کرده و اعلام کردند که منطقه‌ای را که در آن خانه‌ها را ویران کرده‌اند، بازسازی خواهد کرد. ایندیپندنت گزارش می‌دهد که یک کودک سه ساله و یک کودک دو ساله بر اثر تیراندازی در نتیجه خشونت بین نیروهای دولتی و معترضان مسلح ضد دولتی کشته شدند. درگیری‌ها در ماه مه ۲۰۱۷ آغاز شد، تا ماه اوت، مردم محلی گزارش داده بودند که بین یک تا دوجین نفر در گلوله‌باران شهر و تیراندازی تک تیراندازها در آنچه ایندیپندنت به عنوان «محاصره» توصیف کرد، کشته شده‌اند. بر اساس برآورد ارائه شده توسط ساکنان شهر، ۲۰۰۰۰ نفر از ساکنان این شهر در واکنش به خشونت‌ها از شهر فرار کردند.

### اتهامات جادو، و جادوگری
به گفته سارا لیا ویتسون، مدیر خاورمیانه در دیده‌بان حقوق بشر در سال ۲۰۰۹، "قضات سعودی "جادوگران" اعتراف کرده را به دلیل آنچه که در بدترین حالت به نظر می‌رسد کلاهبرداری است، اما ممکن است اعمال بی ضرر باشند، به سختی مجازات کرده‌اند. در سال ۲۰۰۹، " پلیس مذهبی " سعودی یک "واحد ضد جادوگری" ویژه برای آموزش مردم، تحقیق و مبارزه با جادوگری تأسیس کرد.

## آزادی مطبوعات و ارتباطات
به گزارش دیده‌بان حقوق بشر، عربستان سعودی در سال ۲۰۱۷ به سرکوب کنشگران اصلاح طلب و مخالفان صلح طلب ادامه داد.
بیان، مطبوعات و سایر شکل‌های رسانه‌های ارتباطی، از جمله پخش تلویزیونی و رادیویی و دریافت اینترنتی، فعالانه توسط دولت سانسور می‌شود تا از مخالفت‌های سیاسی و هر چیزی که از سوی حکومت توهین آمیز به فرهنگ وهابی یا اخلاق اسلامی باشد، جلوگیری کند.

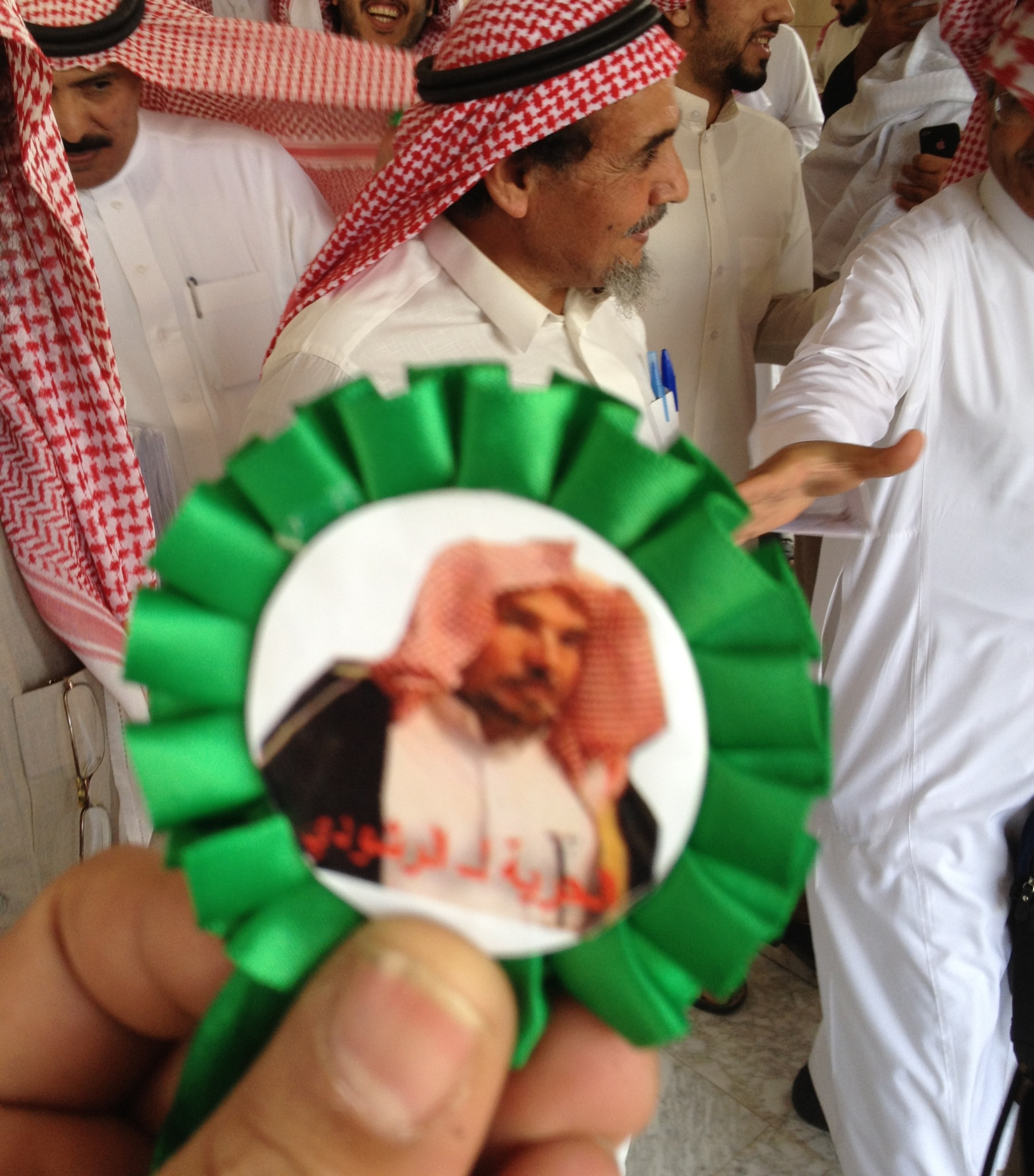
عبدالله الحمید هفت بار به دلیل حمایت از ایجاد سلطنت مشروطه در عربستان سعودی به زندان افتاده‌است. او از سال ۲۰۱۳ به ۱۱ سال زندان محکوم شده‌است.

در نزدیکی پایان سپتامبر ۲۰۲۲، عفو بین‌الملل طومار خود را به نام «#بگذارید پرواز کنند» را که با حمایت حدود ۱۰۰۰۰۰ نفر از سراسر جهان، از مقامات سعودی خواستند ممنوعیت‌های سفر اعمال شده بر فعالان را لغو کنند، بسته‌است. فعالان سعودی مورد بحث مدت‌هاست که صرفاً به دلیل استفاده مسالمت‌آمیز از آزادی بیان خود در معرض ممنوعیت سفر قرار گرفته‌اند. طومار «#بگذارید پرواز کنند» در ماه مه ۲۰۲۲ آغاز شد و از آن زمان عفو بین‌الملل فعالان را در سراسر جهان بسیج می‌کرد تا اقدامی انجام دهند.

## آزار و اذیت، بازگرداندن اجباری به کشور و کشتار برون مرزی

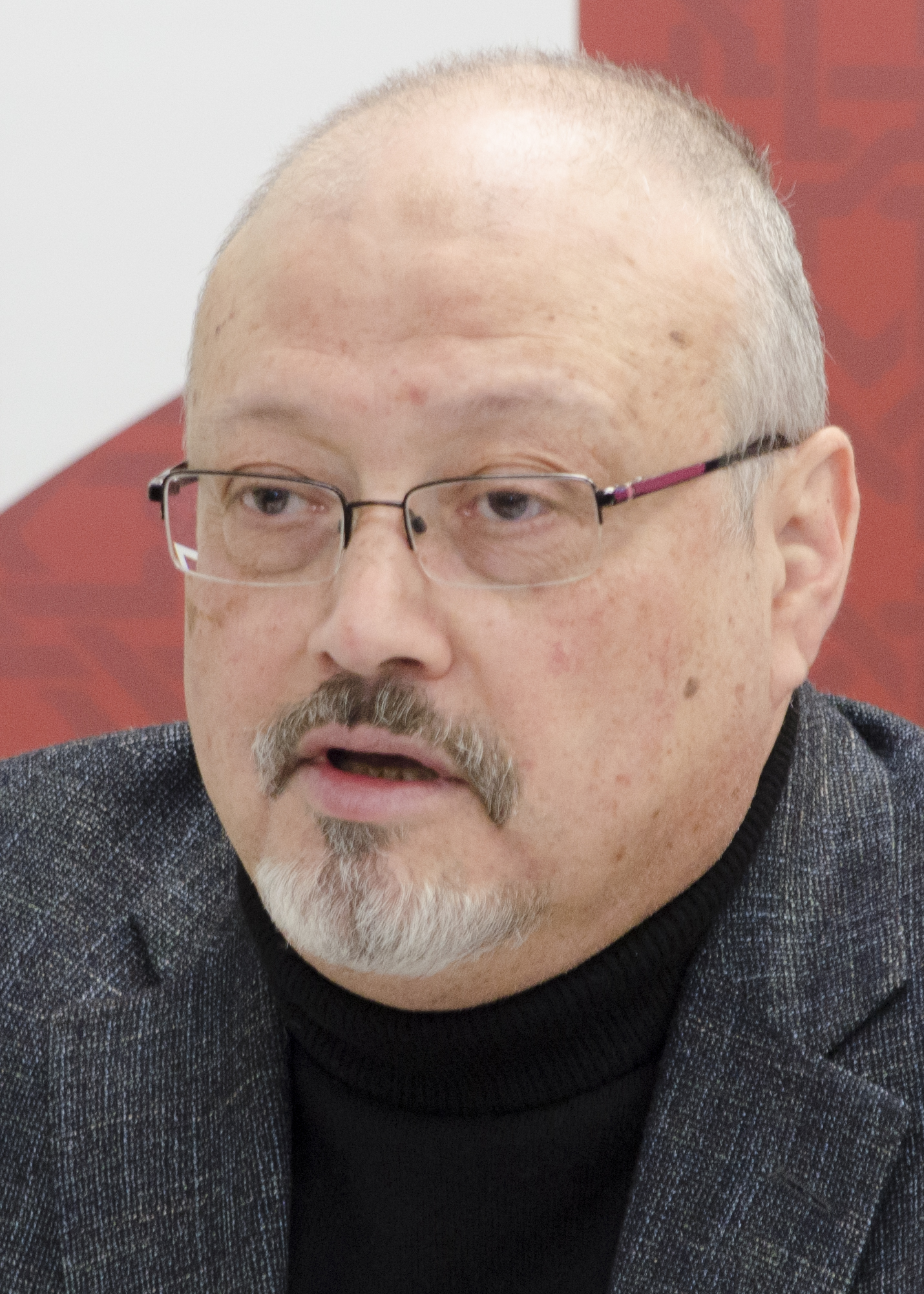
جمال خاشقجی به دلیل مخالفت با دولت توسط سعودی‌ها در ترکیه به قتل رسید

در سال ۲۰۱۷ حدود ۱۲۰۰ نفر از عربستان سعودی گریختند و در کشورهای دیگر درخواست پناهندگی کردند، از جمله بسیاری از زنانی که از ازدواج اجباری یا اعضای خانواده مرد بدرفتار فرار کردند. دولت عربستان در تلاش برای بازگرداندن شهروندان فراری به کشور یا سفارت عربستان، حساب‌های بانکی شان را مسدود کرده، اعضای خانواده را دستگیر کرده و اسناد رسمی آنها را باطل کرده‌است. در واکنش به انتقاد از دولت عربستان سعودی در شبکه‌های اجتماعی، دانشجویانی که در خارج از کشور تحصیل می‌کنند، تهدید به قطع بورسیه شده‌اند. در سال ۲۰۱۸، پس از انتقاد دولت کانادا از حقوق بشر در عربستان سعودی، بودجه برخی از تحصیل در کانادا کاهش یافت. زنانی که موفق به دریافت پناهندگی در کشورهای غربی شده‌اند، پس از آزار و اذیت توسط مأموران دولت عربستان سعودی در شبکه‌های اجتماعی و گاهی به صورت حضوری به آنها هشدار می‌دهند که از اقدامات خود پشیمان خواهند شد یا مجازات خواهند شد، نگران امنیت شخصی خود هستند. گاهی اوقات بدون هیچ دلیلی از آنها خواسته می‌شود به سفارتخانه‌های عربستان سعودی بروند. یک زن، بر خلاف بسیاری از زنان، گزارش داد که برای پایان دادن به آزار و اذیت شرکتی که به شرکای تجاری خود واگذار کرده بود، به سفارت رفت، اما گفت که مقامات تلاش کردند تا او را مجبور کنند که برگردد، او را تهدید کردند و گفتند که تجارت همچنان با مشکلاتی روبرو خواهد شد تا زمانی که او در آلمان بماند.
جمال خاشقجی در ۲ اکتبر ۲۰۱۸ به کنسولگری عربستان سعودی در استانبول وارد شد تا به امور اداری مربوط به ازدواج خود رسیدگی کند. خاشقجی که یک روزنامه‌نگار کهنه‌کار سعودی بود که به منتقد سرسخت رژیم سعودی تبدیل شده بود، به محض ورود ترور و قطعه قطعه شد. در سپتامبر گذشته، خاشقجی پس از دستگیری دیگر روشنفکران، روحانیون و فعالان سعودی، از ترس اینکه او نیز دستگیر شود یا از سفر منع شود، از عربستان سعودی گریخت. در ۳ اکتبر، یک مقام سعودی مدعی شد که خاشقجی نه بازداشت شده و نه کشته شده‌است و گفت: «او نه در کنسولگری است و نه در بازداشت عربستان.» ابراهیم کالین، سخنگوی ریاست جمهوری ترکیه گفت: بر اساس اطلاعاتی که در اختیار داریم، این فرد که شهروند عربستان سعودی است همچنان در کنسولگری عربستان در استانبول است. سه هفته پس از ناپدید شدن خاشقجی، مقامات سعودی اذعان کردند که او در کنسولگری کشته شده و جسد او از کنسولگری خارج شده‌است. عادل الجبیر، وزیر امور خارجه عربستان، این قتل را «قتل» و «یک اشتباه بزرگ» توصیف کرد. در ۲۵ اکتبر ۲۰۱۸، یکی از دادستان‌های عربستان سعودی به رسانه‌ها گفت که قتل خاشقجی «از پیش برنامه‌ریزی شده» بوده‌است.
در ۲۳ دسامبر ۲۰۱۹، عربستان سعودی پنج نفر را به اتهام ترور جمال خاشقجی به اعدام محکوم کرد و سه نفر دیگر را به ۲۴ سال زندان متهم کرد. در فهرست محکومان، اثری از محمد العتیبی و سعود القحطانی مشاور سابق سلطنتی که متهم به ایفای نقش عمده در این ترور هستند، نبود. قحطانی که پیشتر تحت بازجویی قرار داشت، در غیای هیچ مدرکی علیه وی آزاد شد. پس از اینکه پسر خاشقجی متهم را عفو کرد و پنج نفر از متهمان را از اعدام معاف کرد، دادگاه جنایی عربستان سعودی هشت نفر از محکومان قتل جمال خاشقجی را محکوم کرد. پنج نفر از متهمان به ۲۰ سال حبس، یک نفر به ۱۰ سال و دو نفر مابقی هر کدام به ۷ سال حبس محکوم شدند. این حکم در جلسه غیرعلنی دادگاه صادر شد. اگنس کالامار، گزارشگر ویژه سازمان ملل متحد گفت که محمد بن سلمان «به خوبی در برابر هر نوع نظارت معنی دار در کشورش محافظت می‌شود» و این حکم را «نقیضه ای از عدالت» خواند.
به گزارش دیده‌بان حقوق بشر، در ۲۸ آوریل ۲۰۲۰، دولت عربستان سعودی تغییراتی در عدالت کیفری برای محدود کردن شلاق و مجازات اعدام کودکان متهم به تروریسم ارائه کرد. مشخص نیست که آیا این کودکان از ۱۰ سال زندان معاف خواهند شد یا خیر. تصریح شد که قانون جدید قصاص یا حدود، یعنی قتل یا فعالیت‌های مجرمانه جدی طبق قوانین اسلامی را شامل نمی‌شود.

## آزادی سیاسی

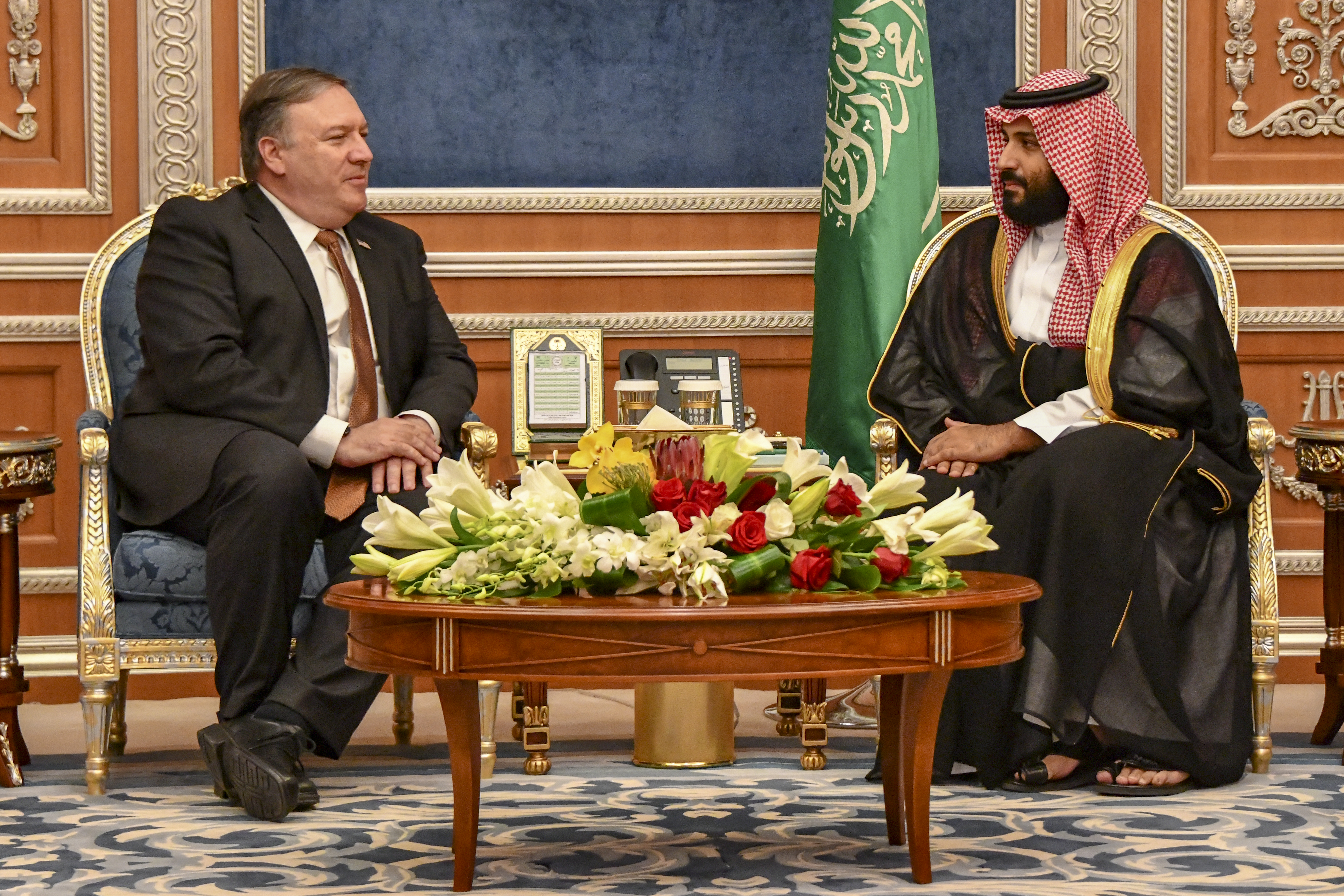
در ۱۶ اکتبر ۲۰۱۸، محمد بن سلمان، ولیعهد عربستان سعودی با مایک پمپئو، وزیر امور خارجه آمریکا، دربارهٔ ترور جمال خاشقجی، که منتقد سرسخت رژیم سعودی بود، گفتگو کرد.

دهه ۱۹۹۰ دوره کندی از آزادسازی سیاسی در پادشاهی را رقم زد زیرا دولت یک قانون اساسی مکتوب و شورای مشورتی را ایجاد کرد که شورای مشورتی هیئتی منصوب از دانشمندان و متخصصان سعودی است که اجازه مشاوره به پادشاه را دارند. برخی از مخالفان سیاسی پس از توافق با انحلال احزاب سیاسی خود از زندان آزاد شدند. در سال ۲۰۰۵، به شهروندان مرد بالغ اجازه داده شد برای برخی از کرسی‌های شهرداری رای دهند، اگرچه برنامه‌های انتخابات آینده، که ممکن است شامل زنان بالغ نیز باشد، برای مدت نامعلومی متوقف شده‌است.
احزاب سیاسی ممنوع هستند، اما برخی از مخالفان سیاسی در دهه ۱۹۹۰ به شرط انحلال احزاب سیاسی آزاد شدند. امروز تنها حزب سبز عربستان سعودی باقی مانده‌است، اگرچه این یک سازمان غیرقانونی است. سندیکاها نیز ممنوع هستند، اما دولت به شهروندان سعودی اجازه تشکیل برخی از انجمن‌های خصوصی را داده‌است که اجازه انجام برخی کارهای بشردوستانه در داخل پادشاهی را دارند.
تظاهرات عمومی یا هرگونه اقدام عمومی مخالف ممنوع است. در آوریل ۲۰۱۱، طی تظاهرات ۲۰۱۱–۲۰۱۲ عربستان سعودی، این پادشاهی انتشار هرگونه انتقادی را که به اعتبار دولت یا رهبران مذهبی لطمه می‌زند یا به منافع دولت آسیب می‌رساند، جرم دانست.

### زندانیان سیاسی
مخالفان به عنوان زندانی سیاسی در عربستان سعودی طی دهه‌های ۱۹۹۰، ۲۰۰۰ و ۲۰۱۰ بازداشت شده‌اند. تظاهرات و تحصن‌هایی که خواستار آزادی زندانیان سیاسی بودند در جریان اعتراضات عربستان سعودی در سال‌های ۲۰۱۱ تا ۲۰۱۲ در بسیاری از شهرهای عربستان سعودی برگزار شد، و نیروهای امنیتی در ۱۹ اوت ۲۰۱۲ در یک تظاهرات در زندان الحائر در هوا گلوله‌های واقعی شلیک کردند. . تا تاریخ ۲۰۱۲ تخمین‌های اخیر تعداد زندانیان سیاسی در زندان‌های اداره تحقیقات عمومی از تخمین صفر توسط وزارت کشور تا ۳۰۰۰۰ توسط کمیسیون حقوق بشر اسلامی مستقر در بریتانیا و بی‌بی‌سی متغیر است.

## سازمان‌های حقوق بشر

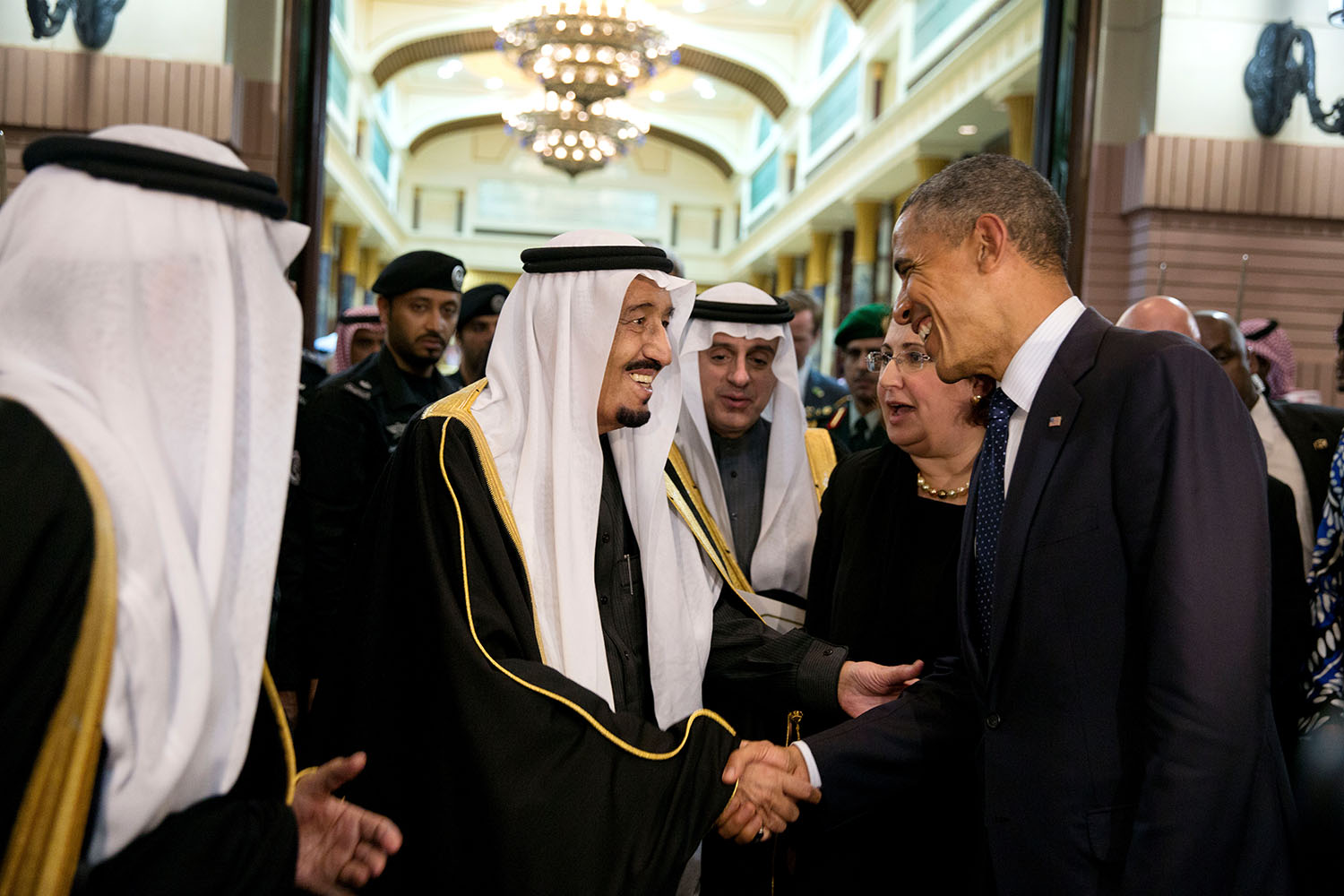
دیده‌بان حقوق بشر از باراک اوباما، رئیس‌جمهور آمریکا به دلیل عدم توجه به نگرانی‌های حقوق بشر در عربستان سعودی انتقاد کرد.

### مستقل
کمیته دفاع از حقوق بشر در شبه جزیره عربستان یک سازمان حقوق بشر عربستان سعودی است که از سال ۱۹۹۲ در بیروت مستقر است.
انجمن حقوق بشر اول در سال ۲۰۰۲ برای دریافت مجوز دولتی ناموفق درخواست کرد، اما اجازه فعالیت غیررسمی را یافت. انجمن حمایت و دفاع از حقوق زنان در عربستان سعودی در سال ۲۰۰۷ ایجاد شد و همچنین فاقد مجوز است.

### وابسته به دولت
در سال ۲۰۰۴، انجمن ملی حقوق بشر، مرتبط با دولت عربستان سعودی، ایجاد شد. به گفته جان آر. بردلی، اکثر مدیران این کمیسیون از اعضای «سازمان مذهبی و سیاسی» سعودی هستند.

## حقوق دگرباشان جنسی
حقوق دگرباشان جنسی در عربستان سعودی به رسمیت شناخته نشده‌است. همجنس‌گرایی اغلب یک موضوع تابو در جامعه عربستان سعودی است و با حبس، مجازات بدنی و مجازات اعدام مجازات می‌شود. تراجنسیتی‌ها عموماً با همجنس‌گرایی مرتبط هستند و پزشکان از سوی وزارت بهداشت عربستان سعودی از انجام درمان‌های جایگزین هورمونی برای تراجنسیتی‌هایی که به دنبال انتقال پزشکی هستند منع شده‌اند. در سال ۲۰۱۷، دو تراجنسیتی پاکستانی توسط پلیس سعودی تا حد مرگ شکنجه شدند. پلیس بعداً این گزارش‌ها را تکذیب کرد.

## اچ آی وی/ایدز
طبق قانون، همه شهروندان سعودی که به اچ‌آی‌وی یا ایدز آلوده هستند، حق دارند از مراقبت‌های پزشکی رایگان، حفاظت از حریم خصوصی خود و فرصت‌های شغلی برخوردار شوند. با این حال، اکثر بیمارستان‌ها بیماران مبتلا را درمان نمی‌کنند و بسیاری از مدارس و بیمارستان‌ها تمایلی به توزیع اطلاعات دولتی در مورد این بیماری ندارند، زیرا تابوها و انگ‌های شدیدی که در مورد نحوه انتشار ویروس وجود دارد.

## کنوانسیون‌های بین‌المللی
بر اساس گزارش دفتر کمیساریای عالی حقوق بشر سازمان ملل، پادشاهی عربستان سعودی کنوانسیون بین‌المللی علیه شکنجه را در اکتبر ۱۹۹۷ تصویب کرد. حقوق بشر عربستان سعودی در ماده ۲۶ قانون اساسی عربستان سعودی مشخص شده‌است. سازمان‌های حقوق بشری که اخیراً ایجاد شده‌اند عبارتند از Human Rights First Society (2002)، انجمن حمایت و دفاع از حقوق زنان در عربستان سعودی (۲۰۰۷)، عربستان سعودی انجمن حقوق مدنی و سیاسی (2009) ]. و انجمن ملی حقوق بشر وابسته به دولت (2004). در سال ۲۰۰۸، مجلس شورا منشور عرب حقوق بشر را تصویب کرد. در سال ۲۰۱۱، دادگاه کیفری تخصصی برای اتهام و مجازات فعالان حقوق بشر مورد استفاده قرار گرفت. در ۱۵ ژوئن ۲۰۲۰، آنتونیو گوترش، دبیرکل سازمان ملل متحد، ائتلاف تحت رهبری عربستان سعودی را با وجود ادامه تجاوزات شدید علیه کودکان در یمن، از آخرین «لیست شرم» خود حذف کرد.